# نيكولا فاسيليفيتش (لاعب كرة قدم بوسني)
نيكولا فاسيليفيتش مواليد 19 ديسمبر 1983 في زفورنيك، جمهورية يوغوسلافيا الاشتراكية الاتحادية، هو لاعب كرة قدم بوسني. يلعب كمدافع. مثّل منتخب البوسنة والهرسك لكرة القدم.

## المسيرة الاحترافية

### أندية لعب لها
- جيجو يونايتد
- نادي شاختار قراغندي

## روابط خارجية
- نيكولا فاسيليفيتش على موقع الاتحاد الأوربي (الإنجليزية)
- نيكولا فاسيليفيتش على موقع دوري كوريا الجنوبية (الإنجليزية)
- نيكولا فاسيليفيتش على موقع ناشيونال فوتبول تيمز (الإنجليزية)
- نيكولا فاسيليفيتش على موقع Soccerway.com (الإنجليزية)
- نيكولا فاسيليفيتش على موقع عالم كرة القدم.نت (الإنجليزية)
- نيكولا فاسيليفيتش على موقع AS.com (الإسبانية)